# Kích cầu
Kích cầu là biện pháp đẩy mạnh chi tiêu ròng của chính phủ (hay còn gọi tiêu dùng công cộng) để làm tăng tổng cầu, kích thích tăng trưởng kinh tế.

## Khái quát
Biện pháp kích cầu cụ thể có thể là giảm thuế hoặc tăng chi tiêu hoặc cả hai. Kích cầu thường chỉ được dùng khi nền kinh tế lâm vào trì trệ hay suy thoái, đang cần vực dậy. Kích cầu đặc biệt hay được sử dụng khi nền kinh tế rơi vào trạng thái bẫy thanh khoản, là khi mà chính sách tiền tệ trở nên mất hiệu lực vì lãi suất đã quá thấp.
Kích cầu đôi khi còn được gọi là chính sách Keynes vì biện pháp này tác động tới tổng cầu. Trong cuốn Lý thuyết tổng quát về việc làm, lãi suất và tiền tệ, John Maynard Keynes cũng nhắc đến việc "chi tiêu thâm hụt" khi cần thiết để giúp nền kinh tế khỏi suy thoái. Tư tưởng của Keynes là nếu cần, chính phủ có thể chi tiêu ngân sách mạnh đến mức dẫn tới thâm hụt cả ngân sách nhà nước để kích thích tổng cầu.

## Sử dụng
Theo nhà kinh tế Lawrence Summers, để biện pháp kích cầu có hiệu quả thì việc thực hiện nó phải đảm bảo: đúng lúc, trúng đích và vừa đủ.
Đúng lúc tức là phải thực hiện kích cầu ngay khi các doanh nghiệp chưa thu hẹp sản xuất và các hộ gia đình chưa thu hẹp tiêu dùng. Nếu thực hiện sớm quá, kích cầu có thể làm cho nền kinh tế trở nên nóng và tăng áp lực lạm phát. Nhưng nếu thực hiện chậm quá, thì hiệu quả của kích cầu sẽ giảm. Việc thực hiện kích cầu đúng lúc càng phải được chú ý nếu các quá trình chính trị và hành chính để cho một gói kích cầu được phê duyệt và triển khai là phức tạp. Thường thì chính phủ phải đệ trình quốc hội kế hoạch kích cầu và phải được cơ quan lập pháp tối cao này thông qua. Và, không phải lúc nào công việc này cũng suôn sẻ.
Tuy nhiên, thách thức lớn nhất đối với việc thực hiện kích cầu đúng lúc chính là sự thiếu chính xác trong xác định thời điểm chuyên pha của chu kỳ kinh tế. Có trường hợp kinh tế đã chuyển hẳn sang pha suy thoái một thời gian rồi mà công tác thu thập và phân tích số liệu thống kê không đủ khả năng phán đoán ra.
Trúng đích tức là hướng tới những chủ thể kinh tế nào tiêu dùng nhanh hơn khoản tài chính được hưởng nhờ kích cầu và do đó sớm gây ra tác động lan tỏa tới tổng cầu hơn; đồng thời hướng tới những chủ thể kinh tế nào bị tác động bất lợi hơn cả bởi suy thoái kinh tế. Thường thì đó là những chủ thể kinh tế có thu nhập thấp hơn. Người có thu nhập cao thường ít giảm tiêu dùng hơn so với người có thu nhập thấp trong thời kỳ kinh tế quốc dân khó khăn. Việc hỗ trợ các gia đình có thu nhập thấp để họ không phải giảm tiêu dùng hay thậm chí còn tăng tiêu dùng sẽ tạo ra hiệu ứng lan tỏa, kích thích doanh nghiệp mở rộng sản xuất và thuê mướn thêm lao động.
Để kích cầu trúng đich, các nhà hoạch định chính sách thường dựa vào các mô hình kinh tế lượng để mô phỏng hiệu quả của gói kích cầu qua các kịch bản khác nhau tương ướng với các mục tiêu khác nhau, từ đó tìm ra mục tiêu hợp lý nhất.
Vừa đủ tức là gói kích cầu sẽ hết hiệu lực khi nền kinh tế đã trở nên tốt hơn. Nếu gói kích cầu quá bé thì kích thích sẽ bị hụt hơi và tổng cầu có thể không bị kích thích nữa, khiến cho gói kích cầu trở thành lãng phí. Ngược lại gói kích cầu lớn qua tạo ra tác động kéo dài khiến cho nền kinh tế đã hồi phục mà vẫn trong trạng thái tiếp tục được kích thích thì sẽ dẫn tới kinh tế mở rộng quá mức, lạm phát tăng lên. Điều này càng được chú ý nếu ngân sách nhà nước và dự trữ ngoại hối nhà nước không dư dật.

## Giảm thuế và tăng chi tiêu
Trong hai loại biện pháp cụ thể là giảm thuế và tăng chi tiêu ngân sách nhà nước, biện pháp thứ hai được cho rằng có hiệu suất kích thích tổng cầu cao hơn.

## Phản đối và ủng hộ
Việc sử dụng kích cầu như một công cụ chính sách để ổn định kinh tế vĩ mô nhận được cả sự ủng hộ lẫn phản đối. Cuộc tranh luận về hiệu quả kích cầu nằm trong một cuộc tranh luận lớn hơn về hiệu quả của chính sách tài chính và cuộc tranh luận về giữa chính sách tài chính và chính sách tiền tệ thì đằng nào có hiệu suất bình ổn kinh tế vĩ mô cao hơn.
Những người phản đối kích cầu đưa ra luận điểm rằng vì chính phủ không có khả năng xác định chính xác thời điểm, mục tiêu và lượng của gói kích cấu, nên kích cầu không những không hiệu quả mà còn đem lại thâm hụt ngân sách nhà nước và hệ quả tiếp theo là nợ chính phủ gia tăng. Có luận điểm nữa cho rằng khi chính phủ phát hành trái phiếu để huy động tài chính cho kích cầu, lãi suất trên thị trường sẽ tăng lên làm ức chế đầu tư của xí nghiệp và tiêu dùng của cá nhân. Có luận điểm còn đi xa hơn, viện đến lý luận của Robert Barro (1974) về việc một chủ thể kinh tế điển hình có thể suy nghĩ rằng hôm nay chính phủ cho mình (có thể bằng giảm thuế hoặc chuyển khoản qua tăng chi tiêu chính phủ) tức là hôm nay chính phủ phải đi vay, ngày mai chính phủ phải trả nợ vay đó thì chính phủ sẽ lại lấy của mình bằng cách tăng thuế.
Những người ủng hộ kích cầu và rộng hơn là ủng hộ chính sách tài chính thì cho rằng nền kinh tế tồn tại những cái bất hoàn hảo mà một trong số đó là người tiêu dùng - nhất là những người có thu nhập thấp - vì lý do này hay khác (chẳng hạn như vì không đủ thông tin, vì không có công cụ tài chính, vì không có dự tính duy lý, v.v...) không thể ổn định tiêu dùng của mình. Một bộ phận lớn dân cư là những người "có tiền trả thì mới dám tiêu dùng". Chính vì vậy, một sự cắt giảm thuế tạm thời hay chuyển khoản tài chính có thể giúp những người này ổn định tiêu dùng, và do đó ổn định kinh tế vĩ mô.